# 高等産業技術学校
高等産業技術学校（こうとうさんぎょうぎじゅつがっこう）は、2010年現在、山口県立の職業能力開発校がその校名の一部に用いている名称である。事業主による認定職業訓練（栃木県知事による認定）の職業訓練施設が用いる事例もある。なお「高等産業技術学校」を規定する法令はなく、名称の使用を制限する法令もない。また「学校」という名称を含んでいるが、学校教育法に規定される学校（一条校）や専修学校・各種学校ではない。

## 栃木県

### 公共職業能力開発施設
2009年度までは、栃木県立の職業能力開発校の名称の一部に使用されていたが、2010年4月1日に「産業技術専門校」に名称変更された。
- 栃木県立県央高等産業技術学校（現・栃木県立県央産業技術専門校）
- 栃木県立県南高等産業技術学校（現・栃木県立県南産業技術専門校）
- 栃木県立県北高等産業技術学校（現・栃木県立県北産業技術専門校）

### 認定職業訓練施設
以下の認定職業訓練による職業訓練施設がある。　※ 但し、2010年現在で運営されているかどうかは未検証）。
- 宇都宮共同高等産業技術学校（職業訓練法人宇都宮共同高等産業技術学校運営会）
- 足利市共同高等産業技術学校（職業訓練法人足利市共同高等産業技術学校運営会）
- 鹿沼共同高等産業技術学校（職業訓練法人鹿沼共同高等産業技術学校運営会）
- 佐野共同高等産業技術学校（職業訓練法人佐野共同高等産業技術学校運営会）
- 栃木共同高等産業技術学校（職業訓練法人栃木共同高等産業技術学校運営会）
- 真岡共同高等産業技術学校（職業訓練法人真岡共同高等産業技術学校運営会）

## 山口県

### 公共職業能力開発施設
『高等産業技術学校』とは、中学、高校などの新規学卒者や離・転職者および在職労働者を対象として、職業能力開発促進法に基づき、山口県が設置している『職業能力開発校』である。
現在山口県には、周南市にある東部高等産業技術学校と、下関市にある西部高等産業技術学校の２校が設置されており、各校に設置されている訓練科はそれぞれ異なるが、どちらも主に地域産業と経済の発展に貢献する専門的・実践的技能を持ったスペシャリストの育成を行っている。 また、地域産業関連の技術ニーズに沿った職業能力開発を行うことで、企業が必要とする優秀な人材を育成することにより、職業の安定と労働者の地位の向上を図るとともに、地域社会への貢献や地域振興に資することを目的として両校は設置されている。
戦前、山口県内にはあわせて20の職業訓練施設があったが、2010年現在は2校の職業能力開発校（東部高等産業技術学校（徳山市）と西部高等産業技術学校（王司 (下関市) ））に統廃合されている。
両校には普通課程と短期課程があり、このほかに臨時にパワーアップセミナーとして、数十時間から数ヵ月の期間で離転職者や高齢求職者、あるいは新規学卒未就職者などを主な対象とした各種科目を設定している。

#### 東部高等産業技術学校
- 普通課程
  - 機械加工科（20人、2年）
  - 自動車整備科（20人、2年）
  - 設備システム科（20人、2年）
  - メカニカルデザイン科（10人、1年）
- 短期課程
  - エクステリア・造園科（20人、1年）
  - 溶接科（20人、1年）
    - デュアルコース（20人中の10人、1年）

#### 西部高等産業技術学校
西部高等産業技術学校は、1980年に宇部と豊北の両職業訓練校（現・職業能力開発校）が統合されて発足した西部職業訓練校を前身とし、1990年に現在の名称に改称された。
- 普通課程
  - 自動車整備科（20人、2年）
  - 　木造建築科（20人、2年）
  - インテリア木工科（10人、1年）
- 短期課程
  - 左官・タイル施工科（20人、1年）
  - 電気工事・設備科（20人、1年）
  - エクステリア・造園科（20人、年）